# Europarlamentari dei Paesi Bassi della IX legislatura
Gli europarlamentari dei Paesi Bassi della IX legislatura, eletti in occasione delle elezioni europee del 2019, sono stati i seguenti.

## Composizione storica
| Europarlamentare       | Lista                                           | Gruppo    |
| ---------------------- | ----------------------------------------------- | --------- |
| Malik Azmani           | Partito Popolare per la Libertà e la Democrazia | RE        |
| Tom Berendsen          | Appello Cristiano Democratico                   | PPE       |
| Mohammed Chahim        | Partito del Lavoro                              | S&D       |
| Peter Van Dalen        | Unione Cristiana                                | PPE       |
| Bas Eickhout           | Sinistra Verde                                  | Verdi/ALE |
| Derk Jan Eppink        | Forum per la Democrazia                         | ECR       |
| Anja Hazekamp          | Partito per gli Animali                         | GUE/NGL   |
| Jan Huitema            | Partito Popolare per la Libertà e la Democrazia | RE        |
| Sophie in 't Veld      | Democratici 66                                  | RE        |
| Agnes Jongerius        | Partito del Lavoro                              | S&D       |
| Esther De Lange        | Appello Cristiano Democratico                   | PPE       |
| Jeroen Lenaers         | Appello Cristiano Democratico                   | PPE       |
| Antonius Manders       | 50PLUS                                          | PPE       |
| Caroline Nagtegaal     | Partito Popolare per la Libertà e la Democrazia | RE        |
| Kati Piri              | Partito del Lavoro                              | S&D       |
| Samira Rafaela         | Democratici 66                                  | RE        |
| Rob Rooken             | Forum per la Democrazia                         | ECR       |
| Robert Roos            | Forum per la Democrazia                         | ECR       |
| Bert-Jan Ruissen       | Partito Politico Riformato                      | ECR       |
| Annie Schreijer-Pierik | Appello Cristiano Democratico                   | PPE       |
| Liesje Schreinemacher  | Partito Popolare per la Libertà e la Democrazia | RE        |
| Tineke Strik           | Sinistra Verde                                  | Verdi/ALE |
| Paul Tang              | Partito del Lavoro                              | S&D       |
| Vera Tax               | Partito del Lavoro                              | S&D       |
| Frans Timmermans       | Partito del Lavoro                              | S&D       |
| Kim Van Sparrentak     | Sinistra Verde                                  | Verdi/ALE |

## Modifiche intervenute

### Partito del Lavoro
- In data 04.07.2019 a Frans Timmermans subentra Lara Wolters.

### Europarlamentari eletti per effetto dell'attribuzione di seggi ulteriori
- In data 01.02.2020 sono proclamati eletti Dorien Rookmaker (Forum per la Democrazia, poi Realisme & Daadkracht, gruppo NI), Marcel De Graaff (Partito per la Libertà, gruppo ID) e Bart Groothuis (Partito Popolare per la Libertà e la Democrazia, gruppo RE).